# Thomas Phillipps
Thomas Phillipps, 1st Baronet (Manchester, 2 de julio de 1792 — Cheltenham, 6 de febrero de 1872) fue un coleccionista de libros y anticuario británico. Se hizo famoso por reunir la mayor colección de material manuscrito en el siglo XIX d. C., debido a su severa condición de bibliómano. Acumuló cerca de 40.000 ejemplares de libros y 60.000 manuscritos que llenaron su mansión. Llegó al extremo de adquirir grandes lotes de papeles oficiales de una notaría pública que estaban a punto de desecharse.
Hizo que su primera esposa e hijos le ayudaran a clasificar cada uno de los ejemplares, muchos de ellos adquiridos por kilo. "Quiero tener todos los libros del mundo", le escribió a un amigo. El único lugar que no estuvo ocupado fue un rincón donde su esposa guardaba sus vestidos. Esta manía lo llevó a perder su fortuna, y causó el desgaste físico y emocional de sus esposas durante los dos matrimonios que tuvo. Gran parte de su colección quedó sin clasificar, y tuvieron que pasar más de 50 años para que buena parte de ella terminara en distintas bibliotecas de Europa y el Reino Unido